# Murina aurata
Murina aurata е вид бозайник от семейство Гладконоси прилепи (Vespertilionidae).

## Разпространение
Видът е разпространен във Виетнам, Индия, Китай, Лаос, Мианмар, Непал и Тайланд.